# Reinhold Baumann
Reinhold Baumann (* 3. Oktober 1924 in Lindorf; † 19. August 2016) war ein deutscher Verwaltungsjurist. Von 1983 bis 1988 hatte er das Amt des Bundesbeauftragten für den Datenschutz inne.

## Leben
Nach dem Notabitur 1942 wurde er zur Reichsmarine eingezogen. Er studierte an der Eberhard Karls Universität Tübingen Rechtswissenschaft und wurde im WS 1947/1948 Mitglied der Tübinger Burschenschaft Derendingia. Baumann promovierte 1953 zum internationalen Zivilprozessrecht. Von 1973 bis 1983 leitete er eine Unterabteilung im Bundesministerium des Innern. Im Bundesinnenministerium wirkte er maßgeblich an der Formulierung des Verwaltungsverfahrensgesetzes mit, das 1976 in Kraft trat.
Auf Betreiben von Bundesinnenminister Friedrich Zimmermann (CSU) wurde Baumann im Jahr 1983 zum Bundesbeauftragten für den Datenschutz (BfD) berufen. Das Nachrichtenmagazin Der Spiegel behauptete damals, Baumanns Ernennung sei das Ergebnis einer Postenschieberei. Baumann selbst erklärte zu seinem Amtsantritt, die Sachmaterie sei ihm noch fremd und er habe sich auf das Amt nicht beworben. Er sei auch nicht der Auffassung, dass dem Datenschutz im Zweifel immer der Vorrang gebühre. Öffentliche Sicherheit und Datenschutz seien grundsätzlich von gleichem Gewicht.
Baumann versuchte als BfD, die Belange der Bürger mit den Interessen des Staates in Ausgleich zu bringen. Dabei scheute er nicht davor zurück, mehr Planstellen für seine Behörde zu fordern und in einzelnen Sachfragen, beispielsweise hinsichtlich der Datenverarbeitung durch die Nachrichtendienste, auch auf Konfrontationskurs zu gehen.
Während Baumanns Amtszeit erging das so genannte Volkszählungsurteil, das als Meilenstein in der Entwicklung des Datenschutzes gilt.
Baumann war verheiratet mit Hannah Baumann geb. Unterberger (1931–2016), Tochter des österreichischen Arztes Siegfried Unterberger.

## Schriften
- Stellungnahme zu den Auswirkungen des Urteils des Bundesverfassungsgerichts vom 15.12.1983 zum Volkszählungsgesetz. DVBl 1984, S. 612–619.